# Saint-Martin-en-Gâtinois
Saint-Martin-en-Gâtinois este o comună în departamentul Saône-et-Loire, Franța. În 2009 avea o populație de 117 de locuitori.

## Evoluția populației
| An        | 1975 | 1982 | 1990 | 1999 | 2006 | 2009 |
| --------- | ---- | ---- | ---- | ---- | ---- | ---- |
| Populație | 119  | 115  | 109  | 111  | 121  | 117  |